# Władysław Kozak (robotnik)
Władysław Kozak (ur. 1913, zm. 14 kwietnia 1936 we Lwowie) – lwowski robotnik poległy podczas zamieszek we Lwowie, jego pogrzeb stał się zarzewiem rozruchów robotniczych i zamieszek skierowanych przeciwko władzy sanacyjnej. 

## Śmierć podczas demonstracji 14 kwietnia 1936
Mieszkał w Kleparowie, robotniczej dzielnicy Lwowa, był żonaty i miał dwoje dzieci, był bezrobotny. 
Z powodu wielkiego kryzysu wielu mieszkańców Lwowa pozostawało bez pracy, największą grupę stanowili robotnicy, którzy manifestowali swój sprzeciw przeciwko polityce władz, które nie podejmowały wystarczających działań pozwalających na ożywienie rynku pracy. We wtorek po Wielkanocy, w dniu 14 kwietnia 1936 ok. pięciuset robotników zgromadziło się pod biurem pośrednictwa pracy przy ulicy Świętokrzyskiej. Uzyskali tam informację, że zabrakło funduszy potrzebnych do zatrudnienia przy robotach publicznych. Następnie udali się pod urząd miasta, gdzie próbowali bez skutku wedrzeć się do budynku, ale ich szturm odparła policja. Stamtąd przeszli na Plac Akademicki, gdzie dołączyła do nich grupa ok. sześćdziesięciu pracowników wodociągów. Pojawienie się konnego patrolu policyjnego wywołało agresję zdesperowanego tłumu, którzy zaczął brać z pryzm przygotowany do naprawy placu bruk i rzucać nim w policjantów, a następnie rozpoczęto wybijanie okien, demolowanie otoczenia i okradanie sklepów. Patrole wycofały się w kierunku ulicy Akademickiej, ale jeden z policjantów oddał strzały w kierunku tłumu. Ranni zostali Władysław Kozak z Kleparowa i Mikołaj Szereda z Krzywczyc, Kozak zmarł w szpitalu. 

## Pogrzeb i zamieszki

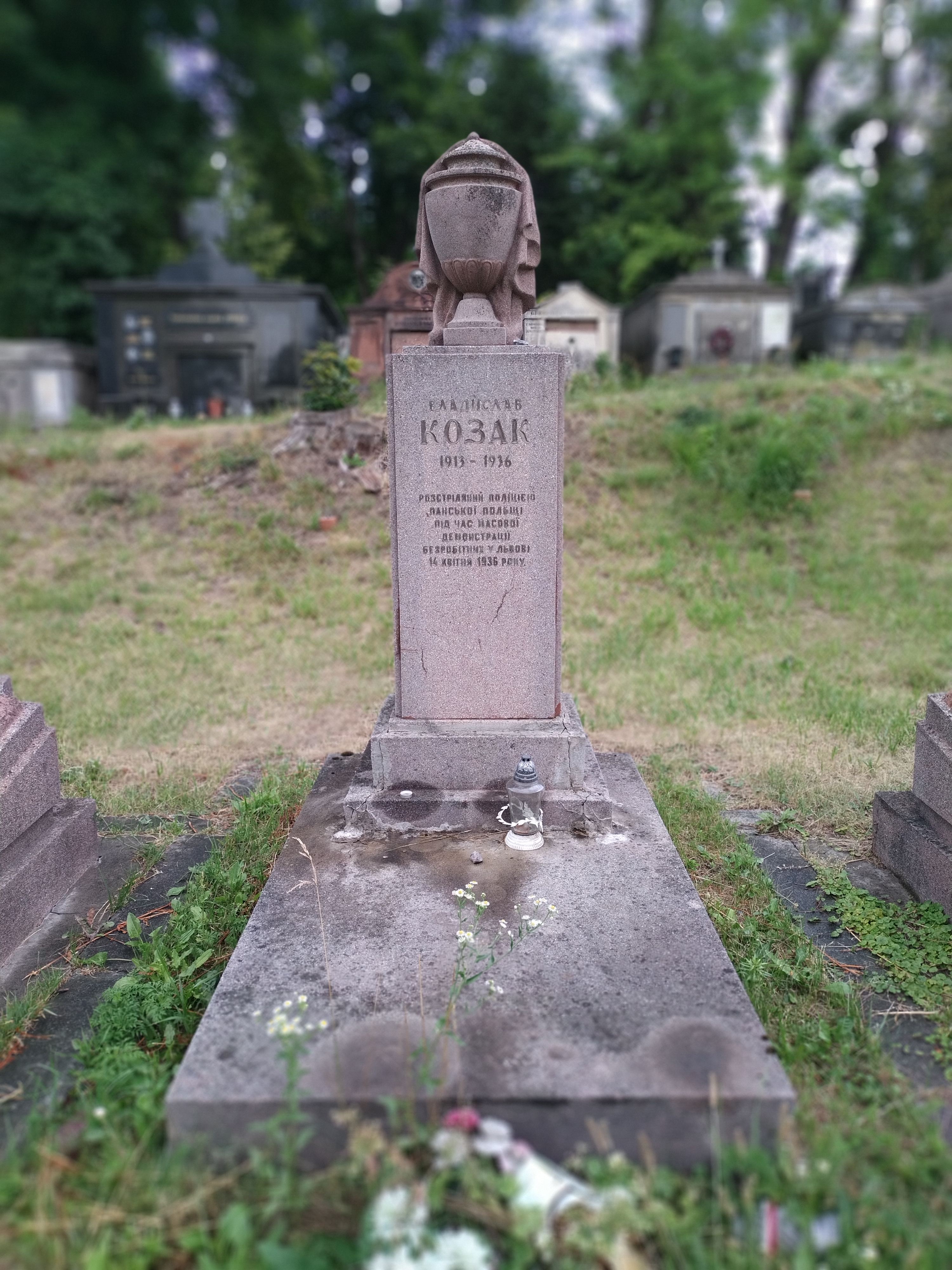
Grób Władysława Kozaka na Cmentarzu Janowskim

Następnego dnia zaplanowano pogrzeb, władze sugerowały pochówek na Cmentarzu Łyczakowskim, jednak rodzina postanowiła pochować go na nekropolii najbliżej miejsca zamieszkania, tj. na Cmentarzu Janowskim, co wymagało przejścia konduktu pogrzebowego przez całe miasto. Uroczystość zgromadziła osiem tysięcy mieszkańców miasta, a podczas przejścia konduktu rozpoczęły się zamieszki, które trwały do późnych godzin nocnych i pochłonęły 19 ofiar (komuniści podawali liczbę 31 poległych). Rannych zostało 69 policjantów, aresztowano ok. 1500 osób i skazano na wyroki od kilku miesięcy do 5 lat pozbawienia wolności. 
W wyniku zamieszek odwołano ze stanowiska starostę grodzkiego powiatu lwowskiego Kazimierza Protassewicza, a 24 kwietnia władze przyznały fundusze na kontynuowanie robót publicznych. 
W czasie istnienia USRR postać Władysława Kozaka była symbolem walk o prawa pracownicze w „burżuazyjnej” Polsce i godność zwyczajnego człowieka, a także uosobieniem robotniczej biedy i wyzysku. 

## Upamiętnienie
- Na Cmentarzu Janowskim znajduje się grób Władysława Kozaka, w 1956 wybudowano nowy nagrobek z epitafium z napisem typowym dla okresu komunizmu. Po obu stronach znajdują się groby demonstrantów poległych podczas demonstracji 16 kwietnia 1936.
- W latach 1946–1992 Władysław Kozak był patronem ulicy, obecnie przywrócono nazwę Kalecza Góra.
- Przy ulicy Panasa Saksahańskiego 2 znajduje się pamiątkowa tablica informująca, że w tej okolicy podczas demonstracji bezrobotnych w kwietniu 1936 zginął Władysław Kozak[2]
- Na elewacji domu przy ulicy Piekarskiej 17 w okresie władzy radzieckiej umieszczono tablicę, że 16 kwietnia 1936 podczas pogrzebu Władysława Kozaka zginęli demonstrujący robotnicy.